# Сурхандарьинский областной комитет КП Узбекистана
Сурхандарьинский областной комитет КП Узбекистана — орган управления Сурхандарьинской областной партийной организацией, существовавшей в 1941—1991 годах.
Сурхандарьинская область Узбекской ССР с центром в г. Термез была выделена 6 марта 1941 года из Бухарской области, с 1992 — вилайет (вилоят).
29.01.1925-29.09.1926 — Сурхандарьинская область РСФСР.

## Первые секретари обкома (1941—1991)
- 1941-1945 Саидов, Маджид
- 1945-1952 Джурабаев, Мурат Надырович
- /1954-/ 1961 Хакимов, Ариф
- 1961-1962 Худайбердыев, Нармахонмади Джураевич
- 1963-1965 Шамсудинов, Фахредин Шамсудинович
- 1965-16.08.1974 Мурадов, Нуритдин Мурадович
- /1976-/ 1977 Каримов, Абдувахид Каримович
- 1977- 3.08.1985 Каримов, Абдухалик Каримович
- 3.08.1985- 2.12.1989 Мамарасулов, Салиджан
- 2.12.1989-14.09.1991 Бердыев, Хаким Эшбаевич